# 蔡志基
蔡志基（1930年—2016年2月17日），男，广东人，中国药理学家、药物依赖研究专家、禁毒专家，曾任北京大学中国药物依赖性研究所所长，药典委员会委员。